# Jakob Hurt
Jakob Hurt (Himmaste, 1839. július 22. – Szentpétervár, 1907. január 13.) észt teológus, nyelvész, folklórkutató, az észt nemzeti ébredési mozgalom egyik vezető egyénisége.

## Élete és munkássága
1859-től 1865-ig a dorpati egyetemen teológiát tanult, azután a dorpati, majd az ahrensburgi gimnázium tanára volt. Az 1857-ben megjelent Kalevipoeg hatására már egyetemistaként foglalkozni kezdett az észt népköltészettel. 1872 és 1901 között előbb Odenpäh-ben (Otepää), majd húsz éven át Szentpéterváron lelkészként működött. 1886-ban a helsingforsi egyetemen doktori címet szerzett. Bár disszertációját nyelvészeti témából írta, munkásságának legnagyobb része az észt folklór kutatására irányult.
Rendkívül kiterjedt levelezői hálózatot hozott létre (több mint 1000 főből), akik gyűjtötték a folklóranyagot és megküldték számára a kéziratos gyűjteményeket. Íly módon összesen több mint kétszázezer darabos – népdalból, közmondásból, meséből és egyebekből álló – gyűjteményre tett szert. A hatalmas gyűjtemény anyagának egy részét több kötetben jelentette meg. Egy ideig elnöke volt az 1871-ben megalapított Észt Irodalmi Társaságnak (Eesti Kirjameeste Selts). Utolsó éveiben a szetu észtek dalaiból álló gyűjteményen dolgozott (Setukeste laulud), melyből életében két kötetet adtak ki.
- Észt népdalok gyűjteménye (I. kötet, 1–3. rész: 1875–1886; II. kötet, 1–2. rész: 1884–1886)
- Szetu dalok gyűjteménye (Setukeste laulud, 1–3. kötet, 1904–1907).